# Liste der Monuments historiques in Flaxlanden
Die Liste der Monuments historiques in Flaxlanden führt die Monuments historiques in der französischen Gemeinde Flaxlanden auf.

## Liste der Bauwerke
| Bezeichnung      | Beschreibung    | Standort                 | Kennzeichnung | Schutzstatus | Datum | Bild |
| ---------------- | --------------- | ------------------------ | ------------- | ------------ | ----- | ---- |
| Haus Landwehrlin | bezeichnet 1621 | 4 rue des Bergers (Lage) | PA68000055    | Inscrit      | 2009  |      |

## Liste der Objekte
| Bezeichnung                              | Beschreibung | Standort                          | Kennzeichnung | Schutzstatus | Datum | Bild |
| ---------------------------------------- | --- | --------------------------------- | ------------- | ------------ | ----- | ---- |
| Gemälde Martyrium des heiligen Sebastian | Ölfarbe auf Leinwand, vergoldeter Holzrahmen, Ende des 18. Jahrhunderts, möglicherweise von Jean-Jacques Bulffer    | in der Kirche St-Sébastien (Lage) | PM68000650    | Classé       | 1992  |      |
| Linker Seitenaltar                       | Altartisch, Retabel und zwei Gemälde; Holz, farbig gefasst, sowie Ölfarbe auf Leinwand, Anfang des 19. Jahrhunderts | in der Kirche St-Sébastien (Lage) | PM68001044    | Inscrit      | 1989  |      |
| Rechter Seitenaltar                      | Altartisch, Retabel und zwei Gemälde; Holz, farbig gefasst, sowie Ölfarbe auf Leinwand, Anfang des 19. Jahrhunderts | in der Kirche St-Sébastien (Lage) | PM68001045    | Inscrit      | 1989  |      |
| Zwei Putti                               | Holz, 18. oder 19. Jahrhundert                                                                                      | in der Kirche St-Sébastien (Lage) | PM68001046    | Inscrit      | 1989  |      |